# Frantopino

Ottone dorato per ufficiali. Le lame sono rettificate su sei lati, nella parte del "forte".

Il frantopino, conosciuto anche come francopino o colichemarde, è un tipo di spada da fante con lama larga e piatta a due fili al tallone e al primo tratto, poi bruscamente ristretta e continuata in verduco (forma quadrangolare) come un lungo ed acuminato stile; era in pratica, un'arma che si poteva usare sia da taglio che da punta.
Fu usata verso la fine del XV secolo, specie fra le milizie popolari francesi dette Franc-toupins che scesero in Italia all'inizio del XVI secolo.
Indica anche un tipo di lama fatta a tal guisa ed applicata su spadini verso la fine del XVIII secolo.